# گستره جغرافیایی خیزش ۱۴۰۱ ایران
گستره جغرافیایی خیزش ۱۴۰۱ ایران شامل بسیاری از شهرهای ایران و برخی از شهرهای جهان است.

## ایران
اعتراض‌های سراسری در پی کشته‌شدن مهسا امینی در عرض چند روز به تمام ۳۱ استان و به بیش از ۱۲۰ شهر ایران گسترش یافت.

### آذربایجان شرقی
- تبریز: سه شنبه، ۲۹ شهریور در تبریز عده ای از جوانان در اعتراض به درگذشت مهسا امینی دست به تجمع اعتراضی زدند. اعتراضات تبریزی‌ها از ساعت ۱۷:۳۰ از تقاطع ارک و چهارراه شریعتی آغاز شد.[۲۶] برخی از معترضان به زبان ترکی شعار آزادی، عدالت، حکومت ملی سر دادند.[۲۷] در این روز نیروهای امنیتی اقدام به شلیک گاز اشک‌آور و گلوله‌های ساچمه‌ای کردند و به همین دلیل در حوالی میدان «شهناز» درگیری‌های ایجاد شد و تعدادی از معترضین «زخمی و دستگیر» شدند.[۲۸]

### آذربایجان غربی
- ارومیه

- سه‌شنبه ۲۹ شهریور، معترضان در ارومیه با نیروهای امنیتی درگیر شدند و نیروهای امنیتی تعدادی از معترضان را در پارک شقایق محله شیخ‌تپه این شهر بازداشت کردند.
- چهارشنبه ۳۰ شهریور، معترضان پس از برگزاری مراسم خاکسپاری «فرجاد درویشی» نوجوان ۱۶ ساله‌ای که روز سه‌شنبه و در جریان اعتراضات کشته شده، به خیابان آمدند. در ارومیه، شهروندان با حضور در مرکز شهر شعارهایی چون «می‌کشم می‌کشم هرآن‌که خواهرم کشت»، سر دادند. در این روز همچنین شعارهایی به زبان آذری «آذربایجان بیدار است، حامی کردستان است.» سر داده شد.
- اشنویه

- اعتراض‌های گسترده در اشنویه موجب شد تا کنترل بخش‌هایی از این شهر به دست معترضان بیافتد و نیروهای امنیتی ناچار شوند از برخی محله‌ها عقب‌نشینی کنند.
- جمعه ۱ مهر، شهر اشنویه به کنترل معترضان درآمد.
- شنبه ۲ مهر، همراه با اعتصاب در شهر نیروهای نظامی به این شهر فرستاده شدند.
- دوشنبه ۴ مهر: ۱۴۰ نفر بازداشت شده و شماری از معترضان نیز زخمی شدند. یک زخمی به نام «عبدالسلام قادر گلوانی» به دلیل نبود امکانات پزشکی جان باخت.
- سردشت: چهارشنبه ۳۰ شهریور، مردم معترض در این شهر شعار مرگ بر دیکتاتور و زن، زندگی، آزادی سر دادند.[۲۹]
- مهاباد: شنبه ۲ مهر، شهروندان در مهاباد برای اعتراض به خیابان‌ها آمده‌اند. در سطح شهر صدای شلیک گلوله به گوش می‌رسید.[۳۲]
- پیرانشهر: شنبه ۲ مهر، خانواده تعدادی از بازداشت‌شدگان اعتراضات در مقابل دادگستری این شهر تجمع کردند.[۳۲]

### اردبیل
- اردبیل: روز جمعه ۸ مهر در اردبیل تظاهرات اعتراضی برگزار شد و مردم در خیابان‌ها شعارهای «زن، زندگی، آزادی» و «مرگ بر دیکتاتور» سردادند.[۳۴]

### اصفهان
- فولادشهر: ۲ مهر ماه در جریان اعتراضات یک دختر ۱۸ ساله به نام مهسا موگویی به ضرب گلوله کشته شد.[۳۵]

### البرز
- کرج: در جریان اعتراضات چهارشنبه ۳۰ شهریور، حدیث نجفی جوان ۲۰ ساله‌ای که در اعتراضات ضدحکومتی چند روز گذشته حضور داشت بر اثر اصابت گلوله نیروهای امنیتی جمهوری اسلامی در مهرشهر کرج کشته شد.[۳۶][۳۷]

### ایلام
- ایلام: شعار عمده معترضان در ۲۹ شهریور «مرگ بر خامنه‌ای» و «رضاشاه، روحت شاد» بود.[۲۷]
- آبدانان: ۲۹ شهریور مردم در شهر آبدانان در استان ایلام به خیابان آمدند و با نیروهای امنیتی درگیر شدند.[۲۷]

### بوشهر
- بوشهر: روز شنبه ۹ مهر تجمع‌های متعددی در بوشهر شکل گرفت که در آن معترضان شعارهای ضدحکومتی می‌دادند و مأموران تلاش می‌کردند متفرقشان کنند.[۳۸]
- جم: سه‌شنبه پنجم مهرماه در این شهرستان پسر چهارده‌ساله‌ای با شلیک گلوله کشته شد.

### تهران
- تهران

- ۲۹ شهریور معترضان در چهارراه سرسبز نارمک حضور گسترده‌ای داشتند و شعار «هم‌وطن هم‌وطن، حمایت حمایت» سر دادند. شعار معترضان در برخی مناطق تهران «امسال سال خونه، سیدعلی سرنگونه» و در بلوار کشاورز «مرگ بر حزب‌الله» بود. در این روز معترضان در خیابان حافظ نرده‌های وسط خیابان را کنده و مسیر مأموران را مسدود کردند. همچنین معترضان در چهارراه طالقانی و فلکه دوم تهرانپارس حضور داشتند. در میدان ولیعصر و تئاتر شهر به سوی معترضان گاز اشک‌آور زده شد. در تقاطع جمالزاده و بلوار کشاورز نیز مسیرها بند آمد. همچنین ظهر این روز اعتراض‌هایی نیز در بازار تهران انجام شد. در این تجمع اعتراضی، معترضان شعارهای «مهسا امینی، روحت شاد» و «بازاری باغیرت؛ حمایت، حمایت» سر دادند. در این روز نیروهای امنیتی اقدام به پرتاب گاز اشک‌آور به داخل یک ایستگاه مترو کردند.
- ۳۱ شهریور، مناطق مختلف تهران، از جمله شهرک اکباتان، محله نارمک، محله نازی‌آباد، هفت‌حوض، خیابان پیروزی، آریاشهر و بلوار صبا واقع در محله قیطریه، صحنه برگزاری برخی تجمع‌ها بود. در شمال فلکه دوم آریاشهر، گروهی از مردم معترض خیابان را اشغال کرده و شعار «تجاوز، جنایت، مرگ بر این ولایت.» را سر دادند.
- ۲ مهر، تعدادی از خانواده‌های افراد بازداشت شده در جریان اعتراضات، در مقابل زندان اوین تجمع کردند. در این تجمع، حسین رونقی، حین مراجعه با ضرب و جرح مأموران مواجه شد.
- شهریار:
- اسلامشهر
- رباط‌کریم:
- قدس (تهران)
- ورامین
- پرند

### چهارمحال و بختیاری
- شهرکرد: یک‌شنبه ۱۰ مهر در شهرکرد تجمعی شکل گرفت که مأموران با شلیک مردم را متفرق کردند.[۳۹]

### خراسان جنوبی
- بیرجند: در روز سه‌شنبه ۲۹ شهریور پس از مرگ مهسا امینی در شهر بیرجند تجمع‌های اعتراضی برگزار شد.[۴۰]
- قاینات: در روز چهارشنبه ۳۰ شهریور و نیز شنبه ۲ مهر در شهر قاین تجمع اعتراضی برگزار شد.[۴۱][۴۲]

### خراسان رضوی
- مشهد: ۲۹ شهریور در این شهر معترضان با شعارهای «ما از ایران نمی‌ریم، ایران رو پس می‌گیریم» و «ننگ ما ننگ ما رهبر الدنگ ما» جلوی در دادگستری مشهد تجمع کردند. برخی زنان در تجمع مشهد روسری‌های خود را آتش زدند. معترضان همچنین به یک آمبولانس حامل بازداشت شدگان حمله کرده و یک موتور نیروهای امنیتی را آتش زدند.[۲۷]
- سبزوار: در ۲۹ شهریور معترضان یک خودروی نیروی انتظامی را آتش زدند.[۲۷]
- قوچان: در ۳۰ شهریور در اعتراض به مرگ مهسا امینی در شهر قوچان تجمع اعتراضی برگزار شد.[۴۳]
- کاشمر: ۳۱ شهریور در اعتراض به مرگ مهسا امینی و مخالفت با گشت ارشاد در شهر کاشمر در نزدیکی فرمانداری این شهر تجمع اعتراضی گسترده‌ای برگزار شد.[۴۴]
- نیشابور: شامگاه پنجشنبه ۲۱ مهر ۱۴۰۱ در جریان خیزش انقلابی مردم ایران دربرابر جمهوری اسلامی ایران، شهروندان معترض در نیشابور مجسمه خمینی را در یکی از میدان‌ها اصلی این شهر تخریب و واژگون کردند.[۴۵][۴۶] در شامگاه ۱۴ آبان، معترضان یک خودرو پلیس را واژگون کردند.[۴۷]
- بردسکن: در ۲۴ آبان در اعتراض به مرگ مهسا امینی در شهر بردسکن تجمع اعتراضی برگزار شد.[۴۸]

### خراسان شمالی
- شیروان: در شامگاه چهارشنبه ۳۰ شهریور در جریان اعتراضات یک بانک به آتش کشیده شد.[۴۹]

### خوزستان
- اهواز: شهروندان معترض اهوازی در ادامه اعتراضات سراسری در ایران، جمعه ۸ مهر، در منطقه زیتون این شهر تجمع کرده و شعارهایی علیه حجاب اجباری و رهبر جمهوری اسلامی سر دادند. تجمع‌های اعتراضی دیگری نیز در چند نقطه شهر اهواز شکل گرفت. نیروهای انتظامی برای متفرق‌کردن معترضان به شلیک گاز اشک‌آور اقدام کردند.[۵۰]
- بهبهان:
- شوش:
- دزفول:

### زنجان
- زنجان: اعتراضات به مرگ مهسا امینی روز سه‌شنبه ۲۹ شهریور به خیابان‌های زنجان نیز کشیده شد.[۵۱] چهارشنبه ۳۰ شهریور نیز در زنجان اعتراضات خیابانی برگزار شد که در جریان آن ده‌ها نفر بازداشت و دست‌کم یک نفر کشته شد. پس از آن نهادهای امنیتی موج جدیدی از بازداشت‌ها را در این شهر آغاز کردند. شنبه ۹ مهر، مأموران اداره اطلاعات زنجان در ادامه بازداشت شهروندان زنجانی که در پی کشته شدن «مهسا امینی» و اعتراضات سراسری آغاز شده است، «صفیه قره‌باغی»، روزنامه‌نگار و فعال حقوق زنان را در محل کار خود بازداشت کردند.[۵۲]

### سمنان
- سمنان: در اعتراضات خیابانی سمنان یک معترض به دست مأموران جمهوری اسلامی کشته شد.[۵۳] چهارشنبه ۳۰ شهریور دانشجویان دانشگاه سمنان با آتش زدن روسری در محیط دانشگاه به موج اعتراضات پیوستند.[۵۴][۵۵]

### سیستان و بلوچستان
- زاهدان: در روز جمعه ۸ مهر در پی فراخوانی برای اعتراض به «قتل حکومتی مهسا امینی» و همچنین «تجاوز به دختر ۱۵ ساله بلوچ توسط سرهنگ ابراهیم کوچک‌زایی فرمانده انتظامی چابهار» در حاشیه برگزاری نماز جمعه در زاهدان تظاهراتی برپا شد که ساعاتی پس از اتمام نماز جمعه به خشونتی مرگبار کشیده شد. طبق آمار رسمی ۱۹ نفر کشته شده‌اند و به گفته خبرگزاری «حال‌وش» تعداد کشته‌ها به ۳۶ تن رسیده و ۵۰ نفر نیز مجروح شده‌اند.[۵۶] اما کمپین فعالان بلوچ نوشته است که «بر اساس اعلام منابع میدانی» تعداد کشته‌ها ۴۲ نفر و تعداد زخمی‌ها ۱۹۳ نفر است که از این میان «۱۶۰ نفر با تیر جنگی و بقیه در اثر اصابت تیر ساچمه‌ای مجروح شده‌اند.»[۵۷] خبرگزاری دولتی ایرنا نیز به نقل از یک منبع آگاه از کشته شدن سرهنگ علی موسوی مسئول اطلاعات سپاه سلمان سیستان و بلوچستان خبر داد.[۵۸] اداره آموزش و پرورش سیستان و بلوچستان اعلام کرد که مدارس شهر زاهدان روز شنبه تعطیل خواهد بود.[۵۹]
- چابهار: در میانه اعتراضات سراسری به قتل مهسا امینی، در پنجم مهر عبدالغفار نقشبندی، امام جمعه موقت راسک استان سیستان و بلوچستان، با انتشار بیانیه‌ای خبر تجاوز یک فرمانده نیروی انتظامی به یک دختر ۱۵ ساله بلوچ اهل شهر دشتیاری از توابع چابهار در تاریخ ۱۰ شهریور را تأیید کرد.[۶۰] در پی انتشار این خبر اعتراضاتی در شامگاه سه‌شنبه در چابهار صورت گرفت که طی آن معترضان دو بانک را آتش زدند. در تصاویری که از اعتراضات چابهار منتشر شده است، معترضان جان باختن مهسا امینی را نیز از عوامل تجمع خود برشمرده‌اند.[۶۱]

### فارس
- شیراز

- سه‌شنبه ۲۹ شهریور، در خیابان معالی‌آباد شیراز مردم معترض شعار «مرگ بر دیکتاتور» سردادند.
- شنبه ۲ مهر، معترضان در بلوار کریم‌خان زند تجمع کرده و شعار «مرگ بر دیکتاتور» سر دادند.
- نورآباد ممسنی
- مرودشت
- کازرون
- آباده
- اقلید

### قزوین
- قزوین: در ۲۹ شهریور معترضان در قزوین یک مینی‌بوس مأموران را آتش زدند و به یک ون نیروی انتظامی حمله کردند.[۲۷]

### قم
- زنبیل‌آباد: در ۲۹ شهریور معترضان شعار «ایرانی می‌میرد، ذلت نمی‌پذیرد» سر دادند.[۲۷]

### کردستان
- سنندج: ۲۷ شهریور مردم سنندج در اعتراض به قتل مهسا امینی، بار دیگر یکشنبه شب به خیابان‌ها ریختند و شعارهای «مرگ بر دیکتاتور»، «ننگ ما، ننگ ما/ رهبر الدنگ ما»، «مرگ بر خامنه‌ای» و «زن، زندگی، آزادی» سر دادند و گروهی از زنان نیز حجاب خود را از سر برداشتند که با دخالت نیروهای یگان ویژه و امنیتی به خشونت کشیده شد.[۶۲] این تظاهرات در اطراف میدان اقبال به راه افتاد و در دو خیابان فردوسی و ششم بهمن سنندج نیروهای ضد شورش به سوی مردم تیراندازی کردند.
- سقز: ۲۸ شهریور در جریان اعتراضات به کشته‌شدن مهسا امینی مردم سقز به نشانه اعتراض پرچم جمهوری اسلامی را پایین کشیدند و آتش زدند.[۶۳][۶۴]
- بیجار: ۲۸ شهریور در بیجار مردم به نشانه اعتراض به کشته شدن مهسا امینی به جلوی در فرمانداری شهر رفتن و به در فرمانداری سنگ پرتاب کردند.[۶۵] و از شعارهایی همچون «خامنه‌ای قاتله ولایتش باطله» استفاده کردند.[۶۶]
- دیواندره و دهگلان:
  - در روز ۲۸ شهریور چهار معترض در دیواندره بر اثر اصابت گلوله جنگی مأموران امنیتی کشته شدند.[۲۷]
  - به گزارش شبکه حقوق بشر کردستان در روز دوشنبه در پِی اعتراضات دیواندره و دهگلان ۳ شهروند به نام‌های فؤاد قدیمی، رضا لطفی و محسن محمدی با تیر پلیس ضدشورش کشته شدند.[۶۷]
- سنندج: در ۲۸ شهریور در مناطق شریف‌آباد، ششم بهمن و ژاندارمری سنندج درگیری شدیدی میان معترضان و نیروهای امنیتی رخ داد.[۲۷] در این روز مسعود و خسرو کردپور از مدیران و روزنامه‌نگاران آژانس خبری موکریان بازداشت شد.[۲۹]
- بانه: در ادامه جریان کشته شدن مهسا امینی، مردم بانه تجمع اعتراضی برپا کردند که در این اعتراضات با نیروهای امنیتی درگیر شدند و نیروی امنیتی برای متفرق کردم معترضین از گاز اشک‌آور استفاده کرد. در تاریخ ۲۰ و ۲۱ مهر ۱۴۰۱، همزمان با اعتصاب بازاریان بانه، مردم این شهر خیابان‌ها را مسدود کرده و به تجمع اعتراضی پرداختند که با سرکوب معترضان توسط نیروهای امنیتی همراه شد.[۶۸][۶۹]

### کرمان
- کرمان: ۲۹ شهریور در کرمان با شعار «اگه با هم یکی نشیم، یکی یکی تموم می‌شیم»، «توپ تانک فشفشه، آخوند باید گم بشه» و «جمهوری اسلامی، نمی‌خواهیم نمی‌خواهیم» دست به تظاهرات زدند. یکی از زنان معترض با بالا رفتن از سکو در میان تشویق جمعیت روسری خود را درآورد و موهایش را قیچی کرد.[۲۷]
- رفسنجان: ۲۹ شهریور معترضان با شعار «ننگ ما ننگ ما رهبر الدنگ ما» اعتراض کردند.[۲۷]
- سیرجان

### کرمانشاه
- کرمانشاه: در روز ۲۹ شهریور در اعتراضات صورت گرفته در این شهر هفت نفر از جمله سه زن مجروح شدند. مأموران به سمت معترضانی که در خیابان نوبهار کرمانشاه دست به تجمع اعتراضی زده‌اند، شلیک کردند. تعدادی از زنان در کرمانشاه روسری از سر برداشتند و شعار «مرگ بر خامنه‌ای» سر دادند.[۲۷] در این روز «مینو مجیدی» ۵۵ ساله با شلیک نیروهای ضدشورش در خیابان نوبهار این شهر کشته شد. همچنین شهرام کرمی دادستان کرمانشاه کشته شدن دو تن از معترضان را تأیید کرد و همچنین از زخمی شدن ۲۵ تن از «معترضان و نیروهای امنیتی» خبر داد.[۲۹]
- اسلام‌آباد غرب

### کهگیلویه و بویراحمد
- دهدشت: پدرام آذرنوش و مهرداد بهنام‌اصل در اعتراضات شامگاه پنج‌شنبه ۳۱ شهریور در شهر دهدشت در استان کهگیلویه و بویراحمد توسط شلیک مأموران حکومتی کشته شدند.[۷۰][۷۱]

### گلستان
- گرگان: در گرگان، استان گلستان، زنان جوان در میان تشویق تجمع‌کنندگان، به حجاب اجباری نه گفتند و روسری‌های خود را از سر درآوردند و آتش زدند.[۷۲]

### گیلان
- رشت: ۲۹ شهریور معترضان یک ماشین نیروی انتظامی را آتش زدند.[۷۳]

### لرستان
- خرم‌آباد: پنج‌شنبه ۳۱ شهریور در جریان اعتراضات در خرم‌آباد نیروهای امنیتی با معترضان درگیر شدند.[۷۴]

### مازندران
- ساری: معترضان در ساری شعارهایی همچون «جمهوری اسلامی نمی‌خواهیم نمی‌خواهیم» سر دادند همچنین زنان معترض روسری‌های خود را در آتش انداختند.[۲۷]
- آمل: تظاهرات در شامگاه چهارشنبه ۳۰ شهریور در آمل با شلیک گلوله به خشونت کشیده شد و در جریان آن یک معترض ۲۱ ساله به نام عرفان رضایی کشته شد. نیروهای امنیتی به سمت مردم تیراندازی می‌کردند و معترضان هم در ادامه بخش‌هایی از فرمانداری را آتش زدند.[۷۵]معترضان با مأموران درگیر شدند و توانستند نیروهای سرکوبگر را فراری دهند.
- بابل: روز پنجشنبه ۳۱ شهریور سازمان حقوق بشر ایران اعلام کرد در اعتراضات ۳۰ شهریور پس از کشته شدن مهسا امینی در بابل ۶ نفر کشته شده‌اند.[۷۶] یکی از کشته‌شدگان بابل، میلاد زارع نام دارد؛ جوانی اهل حمزه کلای بابل که نیروهای امنیتی با اسلحه کلاشینکف و مقابل ساختمان فرمانداری این شهر کشته‌اند.[۷۷] همچنین بیش از ۳۰ نفر که بر اثر شلیک گلوله‌های جنگی و ساچمه‌ای زخمی شده‌اند، در بیمارستان یحیی‌نژاد بستری شدند. معترضان بخش‌های مهمی از ساختمان‌های حکومتی شهر و کلانتری‌ها را به آتش کشیدند، ۴ آبان طی درگیری معترضین با نیروها باشلیک مستقیم گلوله جنگی ۱۰ نفر از مردم توسط نیروهای جمهوری اسلامی کشته شدند. معترضین شعارهای «امسال سال خونِ، سید علی سرنگونه» سردادند.

### مرکزی
- اراک: ۲۹ شهریور در اعتراض به کشته شدن مهسا امینی شهروندان تجمع کردند. در این روز معترضان شعار «می‌کشم می‌کشم، هر آن‌که خواهرم کشت.» سردادند.[۲۷]
- ساوه

### هرمزگان
- بندرعباس: ۲۹ شهریور معترضان شعارهای «مرگ بر دیکتاتور» و «می‌کشم می‌کشم هر آنکه خواهرم کشت» سر دادند. برخی از زنان معترض روسری‌های خود را درآوردند.[۲۷]

### همدان
- همدان: ۲۹ شهریور معترضان در همدان با شعار «می‌کشم، می‌کشم هر آن‌که خواهرم کشت» دست به اعتراض زدند. در این روز یک کانکس نیروی انتظامی را به آتش کشیدند.[۲۷]

### یزد
- یزد: سه‌شنبه ۵ مهر معترضان خشمگین یزد با مأموران امنیتی و سرکوب نظام ایران درگیر شده و شعارهایی علیه حکومت سر دادند.[۷۸]

## خارج از ایران
از استانبول تا بیروت، کلن و نیویورک و تورنتو شمار زیادی از ایرانیان به خیابان آمدند تا به مرگ مهسا امینی اعتراض کنند.

### آمریکا
- لس آنجلس: ایرانیان مقیم لس آنجلس برای بزرگداشت مهسا امینی و اعلام همبستگی با مردم معترض ایران تجمع کردند.[۸۰][۸۱]
- واشینگتن: صدها نفر روز شنبه دوم مهرماه در مرکز شهر واشینگتن پایتخت ایالات متحده تجمع کرده و از اعتراضات به جان‌باختن مهسا امینی در ایران حمایت کردند.[۸۲]

### استرالیا
- ملبورن: ایرانیان ساکن ملبورن در استرالیا روز سه‌شنبه ۲۹ شهریور تجمعی را در اعتراض به فاجعه قتل مهسا امینی برگزار کردند.[۸۳]
- سیدنی: جمعی از ایرانیان در روز یکشنبه، هجدهم سپتامبر در در هاید پارک سیدنی، گردهم آمدند.[۸۴]
- پرث: در جریان گردهمایی در این شهر، چندین زن موهای خود را در همبستگی با معترضان در ایران بریدند و از جهانیان خواستند به اعتراضات ایران توجه کنند و به یاری تظاهرکنندگان بشتابند.[۸۵]

### کانادا
- تورنتو: تجمع اعتراضی تورنتو شبانگاه ۲۱ سپتامبر پرتعداد برگزار شد.[۳۱][۸۶] همچنین طبق گزارش پلیس کانادا بیش از ۵۰ هزار نفر روز شنبه ۹ مهرماه در تظاهرات بزرگ تورنتو که در حمایت از اعتراضات ایران برگزار شد، شرکت کردند.[۸۷]
- ونکوور: در ونکوور کانادا، صدها نفر از ایرانیان در اعتراض به کشته شدن مهسا امینی در مرکز این شهر تجمع برگزار کردند.[۸۳]

### جمهوری چک
- پراگ: معترضان روز چهارشنبه، ۳۰ شهریور، در تجمعی در مقابل دفتر سازمان ملل متحد در پراگ، پایتخت جمهوری چک، برای اعلام حمایت از زنان ایرانی تجمع کردند.[۸۸]

### سوریه
- ۴ مهر صدها زن در شمال سوریه در اعتراض به مرگ مهسا امینی تظاهرات کردند.[۸۹]

### لبنان
- بیروت: شماری از زنان کرد و لبنانی در اعتراض به مرگ مهسا امینی در بیروت تجمع کردند.[۳۱]

### ترکیه
- استانبول: مخالفان حجاب اجباری در استانبول ترکیه مقابل کنسولگری ایران روسری آتش زدند.[۳۱] شماری از ایرانیان مقیم استانبول در واکنش به برخورد پلیس ایران با مهسا امینی و ابراز همدردی با خانواده او و مردم کشورشان در جاده بوستان استانبول تجمع و شمع روشن کردند.[۹۰]

### آلمان

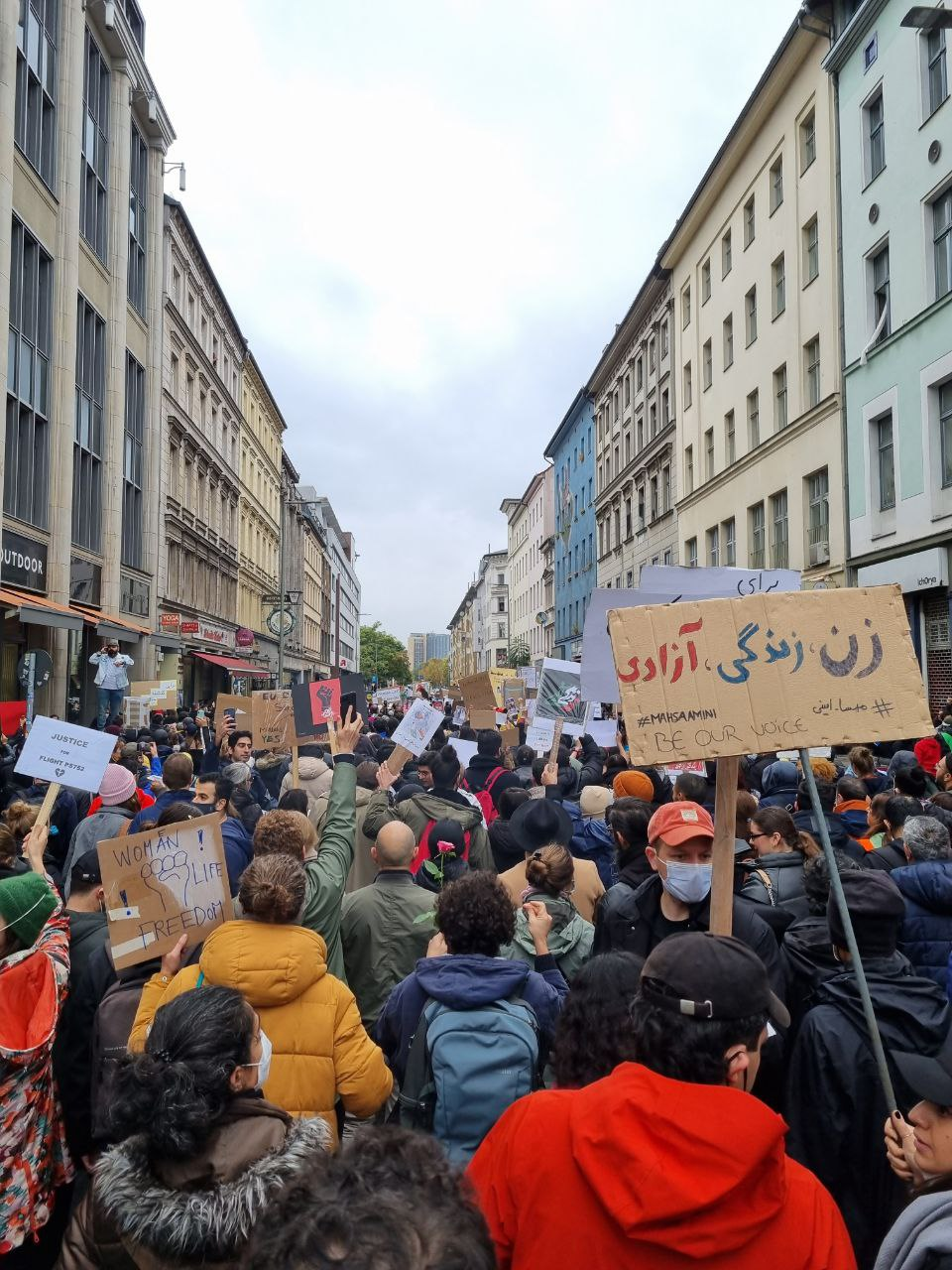
تظاهرات اعتراضی در برلین در ۹ مهرماه

تظاهرات عظیم برلین ۳۰ مهرماه

- کلن: در کلن همزمان با اجلاس مجمع عمومی سازمان ملل تظاهرات علیه سرکوب معترضان و بزرگداشت مهسا امینی برگزار شد.[۳۱]
- فرانکفورت: روز دوشنبه ۲۸ شهریور در اعتراض به قتل مهسا امینی در مرکز این شهر تجمع کردند و ضمن برگزار کردن یک پرفورمنس، علیه مقام‌های جمهوری اسلامی و قوانین زن‌ستیزانه جمهوری اسلامی شعار دادند.[۸۳]
- برلین: شنبه ۹ مهرماه معترضان در برلین تجمع کرده و شعار دادند. همچنین در روز ۳۰ مهرماه برابر با ۲۲ اکتبر، به دنبال فراخوان بزرگی توسط حامد اسماعیلیون، ایرانیان از سراسر اروپا و خارج از اروپا در تظاهرات عظیم ۱۰۰ هزار نفری در مرکز شهر برلین شرکت کردند.[۹۱][۹۲]

### بریتانیا
- لندن: در بریتانیا پلیس این کشور مانع ورود معترضان به سفارتخانه جمهوری اسلامی ایران در لندن شد و در برابر کسانی که به ساختمان سفارت نزدیک می‌شدند، خشونت به خرج داد. ایرانیان معترض همچنین در مقابل مرکز اسلامی انگلیس تجمع کرده و علیه مقام‌های جمهوری اسلامی شعار دادند. یکی از معترضان با پرچم شیر و خورشید خود را به پشت بام مرکز اسلامی انگلیس رساند.[۹۳]

### فرانسه
- پاریس: در حمایت از جنبش اعتراضی مردم ایران، چند تجمع جداگانه در روز شنبه دوم مهر در پاریس برگزار شد.[۹۴] بر اساس ویدئوهای منتشرشده در شبکه‌های اجتماعی، در تجمع اعتراضی پاریس که روز یکشنبه سوم مهر با هدف محکومیت جان‌باختن مهسا امینی برگزار شد، بین معترضان و پلیس فرانسه درگیری رخ داد. پلیس ضد شورش فرانسه برای متفرق کردن معترضان خشمگین که ظاهراً قصد داشتند وارد سفارت جمهوری اسلامی ایران در پاریس شوند، به سوی آن‌ها گاز اشک‌آور پرتاب کرد.[۹۳][۹۵]

### نیوزیلند
- اوکلند: روز شنبه شماری از ایرانیان ساکن نیوزیلند با تصاویری از مهسا امینی و پرچم شیر و خورشید در شهر اوکلند تجمع اعتراضی برگزار کردند.[۹۶]

### اسرائیل
- خولون: شماری از ایرانیان اسرائیل در شهر خولون، استان تل‌آویو، روز جمعه ۱ مهر در همبستگی با اعتراضات سراسری در ایران و اعتراض به جان باختن مهسا با در دست داشتن عکس‌های مهسا و پرچم شیروخورشید، تجمع کردند.[۹۷]

### شیلی
- گروهی از زنان در شیلی در اعتراض به جان باختن مهسا امینی تحت بازداشت تجمع کردند.[۹۸]

### افغانستان
- کابل: گروهی از زنان افغانستان در اعتراض به قتل مهسا امینی تجمع اعتراضی برگزار کردند.[۹۹]

### سوئد
- استکهلم: ایرانیان مقیم سوئد در تجمعی با همراهی اقوام و ملیت‌های گوناگون از جمله شهروندان سوئدی، حمایت خود را از اعتراض‌های سراسری اعلام و سرکوب‌ها در ایران را محکوم کردند و یاد مهسا امینی را گرامی داشتند.[۱۰۰]